# Cranbrook (Kent)
Cranbrook – miasto w Anglii, w hrabstwie Kent, w dystrykcie Tunbridge Wells. Leży 20 km na południe od miasta Maidstone i 65 km na południowy wschód od centrum Londynu. W 2001 roku miasto liczyło 4225 mieszkańców.